# طواف سويسرا 2015
طواف سويسرا 2015 هو سباق دراجات هوائية أقيم بتاريخ 13–21 يونيو 2015، تكون السباق من 9 مراحل وامتدّ لمسافة 1258 كم بسرعة 41.58 كم/س، استغرق السباق 30 ساعة 15 دقيقة 09 ثانية.